# Mahajana
Mahajana (sanskrt: mahayana, महायान, „Veliko vozilo”, kineski: 大乘, Dàshèng; japanski: 大乗, Daijō; korejski: 대승, Dae-seung; vijetnamski: Đại Thừa; tibetski: theg-pa chen-po; mongolski: yeke kölgen) je klasifikacija u budizmu koja se koristi u različitim smislovima.
Najčešće, kako uglavnom piše u rječnicima, to je jedna od dvije glavne postojeće grane današnjega budizma; druga je Teravada. Međutim, uobičajena upotreba u Mahajani, u najčešćem smislu je ukazivanje na razinu duhovne motivacije i prakse, naime na Bodisatvajanu, bodisatvino vozilo, Mahajanu, veliko vozilo, ili veliko prijevozno sredstvo – za prijevoz svih živih bića do nirvane – a to je možda najtočnije i najpreciznije. Izraz Mahajana također se često koristi isključivo u značenju Vađrajane, pojma koji se i sam koristi u više različitih smislova.

## Deset bitnih značajki doktrine
Prema Yogacara školi, Mahajana budizam ne prepoznaje postojanje bića koje stoji odvojeno od svojih "stvorenja." Niti vjeruje u dušu, ako se pod dušom smatra atman, koji se tajno sakriva iza svih mentalnih aktivnosti i upravlja s njima. Naime, budisti otvoreno negiraju postojanje takvog bića.:31, 32, 65-74
1. Imanentno postojanje svih stvari u univerzalnoj duši očuvanja.
2. Tri vrste znanja: iluzija (osjetilna percepcija), relativno znanje i apsolutno znanje.
3. Shvaćanje idealnosti svemira kada se postigne savršeno znanje.
4. Šest paramita koji su sredstvo za savršeno znanje: (1) velikodušnost, (2) moralna pravila, (3) strpljenje, (4) revnost, (5) meditacija i (6) znanje.
5. Postoji deset stupnjeva do postignuća Budastva.
6. Osim moralnih pravila za akcije tijela i govora postoje i duhovna pravila. Bodisatva ih može, za dobrobit čovječanstva, i prekršiti ako je potrebno.
7. Bodisatva ne izbjegava „prah svjetovnosti” i ne boji se kruga rađanja i umiranja.
8. Intelektualna superiornost u odnosu na sljedbenike Hinajane.
9. Nedjeljivost nirvane od kruga rađanja i umiranja.
10. Doktrina Trikaje: (1) Dharmakaja, (2) Nirmanakaja i (3) Sambhogakaja.

## Osnovni pojmovi

### Karma
Karma je budistički termin za etički zamišljen zakon uzroka i posljedice koji vrijedi nad svim zakonima svugdje i cijelo vrijeme.:33

### Neznanje
Neznanje je subjektivni aspekt karme koji, kako budisti vjeruju, uključuje svjesna bića u krug rađanja i umiranja.:35

### Dharmakaja
Dharmakaja, što znači „tijelo ili sustav bića” je, prema Mahajani, krajnja stvarnost koja je osnova za sve partikularne pojave.:45,46

### Nirvana
Nirvana, prema budistima, ne označava uništenje svijesti, ili privremenu ili trajnu suspenziju mentalne aktivnosti, nego je uništenje pojma ego supstancije i svih želja koje nastaju na osnovi tog vjerovanja. Ali to označava samo negativnu stranu, dok je pozitivna strana sadržana u univerzalnoj ljubavi ili simpatiji prema svim bićima.:50,51